# Осовець (Молодечненський район)
Осовець (біл. вёска Асавец) — село в складі Молодечненського району Мінської області, Білорусь. Село підпорядковане Чистинській сільській раді, розташоване в західній частині області.

## Історія
З 1793 після другого розділу Речі Посполитої Осовець, як і вся Вілейщина, входила до складу Російської імперії, був утворений Вілейський повіт у складі спочатку Мінської губернії, а з 1843 - Віленської губернії.
У 1921–1945 роках село знаходилось у Польщі, у Вільнюськім воєводстві, Вілейського повіту, у гміні Красне.

## Населення
- 1921 рік — 280 людини, 51 будинків[2]
- 1931 рік — 288 людини, 60 будинків[3].